# Wolfgang Hohlbein
Wolfgang Hohlbein (ur. 15 sierpnia 1953 w Weimarze) – niemiecki prozaik. Jest najpopularniejszym autorem książek fantasy w Niemczech. Z zawodu pracownik administracji przemysłowej. Jego prawdziwą pasją od zawsze było pisanie. Od kiedy wydawnictwa wydały jego pierwsze książki, został zawodowym pisarzem. W 1982 r. otrzymał nagrodę w konkursie literackim wydawnictwa "Ueberreuter" za bajkę fantastyczną "Märchenmond", co przyniosło mu popularność i uznanie wśród literatów i czytelników. Wydał 259 książek (stan na 18 listopada 2004) należących do gatunku fantasy, science fiction, horror, historycznych.

## Najpopularniejsze książki Hohlbeina
- Märchenmond (1983)
- Märchenmonds Erben (1989)
- Märchenmonds Kinder (1990)
- Die Zauberin von Märchenmond (2005)
- Hagen von Tronje (1986)
- Auf der Spur des Hexers. Wie der Horror begann (1990)
- Der Inquisitor (1990) (tłumaczenie polskie pt "Inkwizytor")

### Der Hexer von Salem
- Der Hexer von Salem (1987)
- Neues vom Hexer von Salem (1988)
- Der Hexer von Salem III. Der Dagon-Zyklus (1991)
- Der Hexer von Salem IV. Die Sieben Siegel der Macht (1992)
- Der Sohn des Hexers (1992)
- Der Hexer von Salem - Das Labyrinth von London (1996)

### Die Chronik der Unsterblichen
- Am Abgrund (1999)
- Der Vampyr (2000)
- Der Todesstoß (2001)
- Der Untergang (2002)
- Die Wiederkehr (2003)
- Die Blutgräfin (2004)
- Der Gejagte (2004)
- Die Verfluchten (2005)

### Enwor
- Der wandernde Wald (1983)
- Die brennende Stadt / Stein der Macht 1 (1983)
- Das tote Land / Stein der Macht 2 (1984)
- Der steinerne Wolf / Stein der Macht 3 (1984)
- Das schwarze Schiff (1984)
- Die Rückkehr der Götter (1987)
- Das schweigende Netz (1988)
- Der flüsternde Turm (1989)
- Das vergessene Heer (1989)
- Die verbotenen Inseln (1989)
- Das elfte Buch (1999 z Dieter Winkler)

Wolfgang Hohlbein tworzy także wersje literackie do znanych filmów i seriali:

### Indiana Jones
- Indiana Jones und das Schiff der Götter (1990)
- Indiana Jones und die Gefiederte Schlange (1990)
- Indiana Jones und das Gold von El Dorado (1991)
- Indiana Jones und das verschwundene Volk (1991)
- Indiana Jones und das Schwert des Dschingis Khan (1991)
- Indiana Jones und das Geheimnis der Osterinseln (1992)
- Indiana Jones und das Labyrinth des Horus (1993)
- Indiana Jones und das Erbe von Avalon (1994)

### Stargate SG-1
- Der Feind meines Feindes (1999)
- Kreuzwege der Zeit (2000)
- Jagd ins Ungewisse (2000)
- Unsichtbare Feinde (2001)
- Tödlicher Verrat (2001)

### Saga Asgard
- Thor (2011)
- Córka węża Midgardu (2012)